# Équipe de Tunisie de football en 1990
L'équipe de Tunisie de football est dirigée provisoirement en 1990 par Ridha Akacha, qui obtient notamment un nul historique contre l'équipe d'Angleterre. La sélection tunisienne est confiée à Mrad Mahjoub en juillet. Ce dernier la dirige lors de six rencontres et obtient deux victoires en éliminatoires de la coupe d'Afrique des nations 1992.

## Matchs

### Rencontres internationales
| Date             | Stade                                | Adversaire | Score | Comp                  | Buteurs tunisiens            |
| 2 juin 1990      | Stade olympique d'El Menzah, Tunisie | Angleterre | 1-1   | A                     | Hergal 26e                   |
| 9 août 1990      | Stade olympique d'El Menzah, Tunisie | Maroc      | 0-0   | A                     |                              |
| 17 août 1990     | Stade olympique d'El Menzah, Tunisie | Tchad      | 2-1   | QCAN                  | Abid 27e, F. Rouissi 82e     |
| 10 octobre 1990  | Saint-Ouen, France                   | France (B) | 0-4   | A                     |                              |
| 7 novembre 1990  | Bizerte, Tunisie                     | Norvège    | 1-3   | Tournoi du 7-Novembre | M. Msakni 63e (pen.)         |
| 11 novembre 1990 | Stade olympique d'El Menzah, Tunisie | Finlande   | 1-2   | Tournoi du 7-Novembre | M. Msakni 47e                |
| 18 novembre 1990 | Addis-Abeba, Éthiopie                | Éthiopie   | 2-0   | QCAN                  | Mahjoubi 39e, F. Rouissi 41e |

### Matchs de préparation
| Date            | Stade                                | Adversaire                    | Score | Comp | Buteurs tunisiens |
| 9 mai 1990      | Stade olympique d'El Menzah, Tunisie | St. Patrick's AFC ( Irlande)  | 0-0   | A    |                   |
| 25 juillet 1990 | Saint-Sever, France                  | SA saint-séverin ( France)    | 1-1   | A    | Okbi              |
| 30 juillet 1990 | Niort, France                        | Chamois niortais FC ( France) | 0-0   | A    |                   |

## Sources
- Mohamed Kilani, « Équipe de Tunisie : les rencontres internationales », Guide-Foot 2010-2011, éd. Imprimerie des Champs-Élysées, Tunis, 2010
- Béchir et Abdessattar Latrech, 40 ans de foot en Tunisie, vol. 1, chapitres VII-IX, éd. Société graphique d'édition et de presse, Tunis, 1995, p. 99-176